# Panama na Letnich Igrzyskach Paraolimpijskich 1996
Panama na Letnich Igrzyskach Paraolimpijskich 1996 w Atlancie była reprezentowana przez jednego lekkoatletę. Był to drugi występ Panamy na igrzyskach paraolimpijskich (poprzedni miał miejsce w roku 1992). 
Said Gómez zdobył dwa złote medale, co dało Panamie 42. miejsce w tabeli medalowej.

## Zdobyte medale
| Medal | Zawodnik   | Dyscyplina    | Konkurencja             |
| ----- | ---------- | ------------- | ----------------------- |
| Złoto | Said Gómez | Lekkoatletyka | bieg na 1500 metrów T12 |
| Złoto | Said Gómez | Lekkoatletyka | bieg na 5000 metrów T12 |

## Wyniki

### Lekkoatletyka
| Zawodnik   | Konkurencja             | Finał    | Finał   | Źródło |
| Zawodnik   | Konkurencja             | Rezultat | Miejsce | Źródło |
| ---------- | ----------------------- | -------- | ------- | ------ |
| Said Gómez | bieg na 1500 metrów T12 | 3:57,53  | złoto   | [ 3 ]  |
| Said Gómez | bieg na 5000 metrów T12 | 15:01,49 | złoto   | [ 4 ]  |